# Why Women Kill
Why Women Kill, ou Beautés meurtrières au Québec, est une série télévisée américaine en 20 épisodes de 42-53 minutes, créée par Marc Cherry et diffusée entre le 15 août 2019 et le 29 juillet 2021 sur le service CBS All Access / Paramount+. Au Canada, elle a été diffusée à partir du 6 septembre 2020 sur W Network.
Il s'agit d'une série d'anthologie dans laquelle chaque saison est indépendante et explore le parcours de femmes dont la vie est chamboulée par une trahison qui amènera à un meurtre.
En Belgique, la série est diffusée depuis le 24 janvier 2020 sur Be Séries. En France, elle est diffusée entre le 26 mars 2020 et le 30 juillet 2021, d'abord sur M6 pour la première saison puis sur le service Salto pour la deuxième saison.
Au Québec, elle est diffusée depuis le 5 mai 2020 sur ICI Radio-Canada Télé et ICI TOU.TV et en Suisse, depuis le 11 mars 2021 sur RTS 1 pour la première saison puis sur RTS 2 pour la dernière saison depuis le 4 novembre 2021.

## Synopsis

### Saison 1
La première saison suit trois femmes vivant à trois époques différentes mais liées par le fait qu'elles vivent dans la même maison et qu'elles vont être victimes d'une trahison de la part de leurs époux.
En 1963, Beth Ann Stanton emménage dans un nouveau quartier avec son mari Rob. Elle est l'image même de l'épouse parfaite ; elle fait à manger, nettoie la maison et s'occupe de toutes les tâches domestiques. Mais un jour, sa voisine, Sheila, lui apprend que Rob la trompe avec une serveuse, April. Elle décide alors de se lier d'amitié avec April pour en apprendre plus sur sa relation avec son mari. Tout va alors commencer à changer pour Beth Ann…
En 1984, Simone Grove, une mondaine fabuleuse, organise une soirée dans sa maison qu'elle partage avec son troisième mari, Karl. Au cours de la soirée, elle trouve une enveloppe qui contient une photo de son mari en train d'embrasser un homme : Karl se sert d'elle pour cacher son homosexualité. Trahie, Simone commence alors à recevoir des avances de Tommy Harte, le fils de son amie Naomi…
En 2019, Taylor Harding est une femme épanouie et qui s'assume complètement. Elle est mariée à Eli Cohen, un scénariste en panne d'inspiration. Mais la particularité du couple formé par Taylor et Eli est qu'ils sont en relation libre. Néanmoins, un soir, Taylor brise l'une des règles sacrées de leur couple : elle demande à Eli la permission d'héberger à la maison sa maitresse, Jade. Mais Eli commence à être attiré par Jade, ce qui pourrait changer la dynamique de leur mariage…

### Saison 2
En 1949, Alma Fillcot est une femme au foyer banale qui souhaiterait être moins timide et pouvoir se faire plus d'amies. Quand une place se libère au club de jardinage fréquenté par des femmes riches et chics, Alma y voit l'occasion parfaite pour socialiser.
Le club compte parmi ses membres Rita Castillo. Rita est la femme de Carlo Castillo, un vieillard très riche, qu'elle a épousé seulement pour son argent, dans l'espoir qu'il pourrait mourir tôt. Néanmoins, Carlo ne semble pas vouloir passer l'arme à gauche et Rita se console dans les bras de son jeune amant, Scooter Polarsky, qui utilise également Rita pour son argent et qui souhaite devenir acteur. Scooter entretient en réalité une relation avec Dee, la fille d'Alma, qu'il garde secrète pour pouvoir continuer à être entretenu par Rita. Néanmoins, cette dernière le soupçonne d'avoir une maîtresse et le fait surveiller par un détective, Vern Loomis.
Parallèlement, Alma va faire la découverte d'une étrange boîte dans le grenier de sa maison, contenant des objets ayant appartenu à des gens décédés. Elle va rapidement comprendre qu'il s'agit des trophées de son mari, Bertram Fillcot, qui est un ange de la mort. Cette découverte va changer complètement la dynamique de leur couple, et chambouler la vie jusque-là monotone d'Alma.

## Distribution

### Première saison

#### Acteurs principaux
- Lucy Liu (VF : Laëtitia Godès) : Simone Grove
- Ginnifer Goodwin (VF : Marie-Eugénie Maréchal) : Beth Ann Stanton
- Kirby Howell-Baptiste (VF : Fily Keita) : Taylor Harding
- Alexandra Daddario (VF : Ludivine Maffren) : Jade
- Sam Jaeger (VF : Cyrille Artaux) : Robert « Rob » Stanton
- Sadie Calvano (VF : Marie Tirmont) : April Warner
- Jack Davenport (VF : Jean-Pierre Michaël) : Karl Grove
- Reid Scott (VF : Thomas Roditi) : Eli Cohen

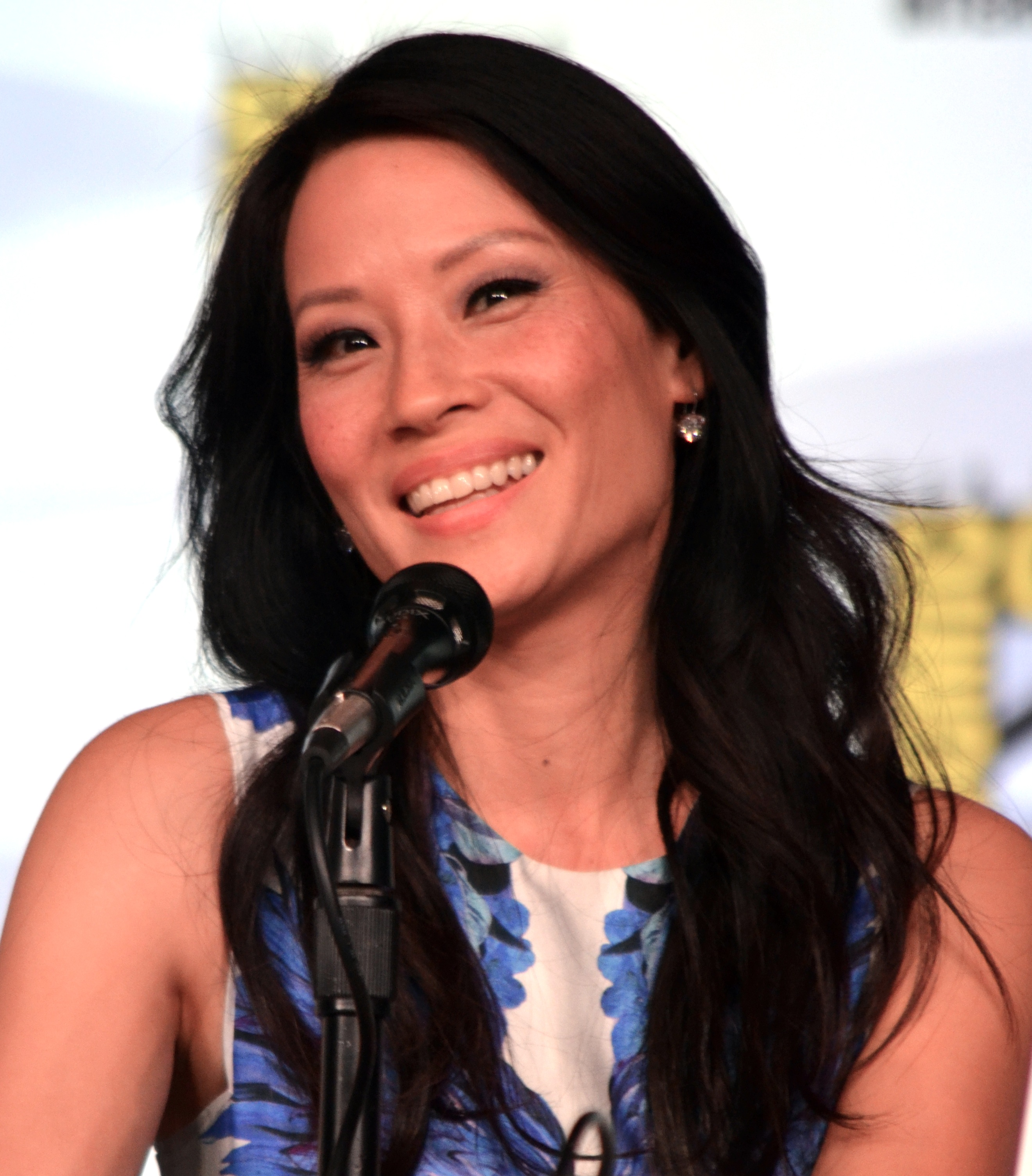
Lucy Liu interprète Simone.
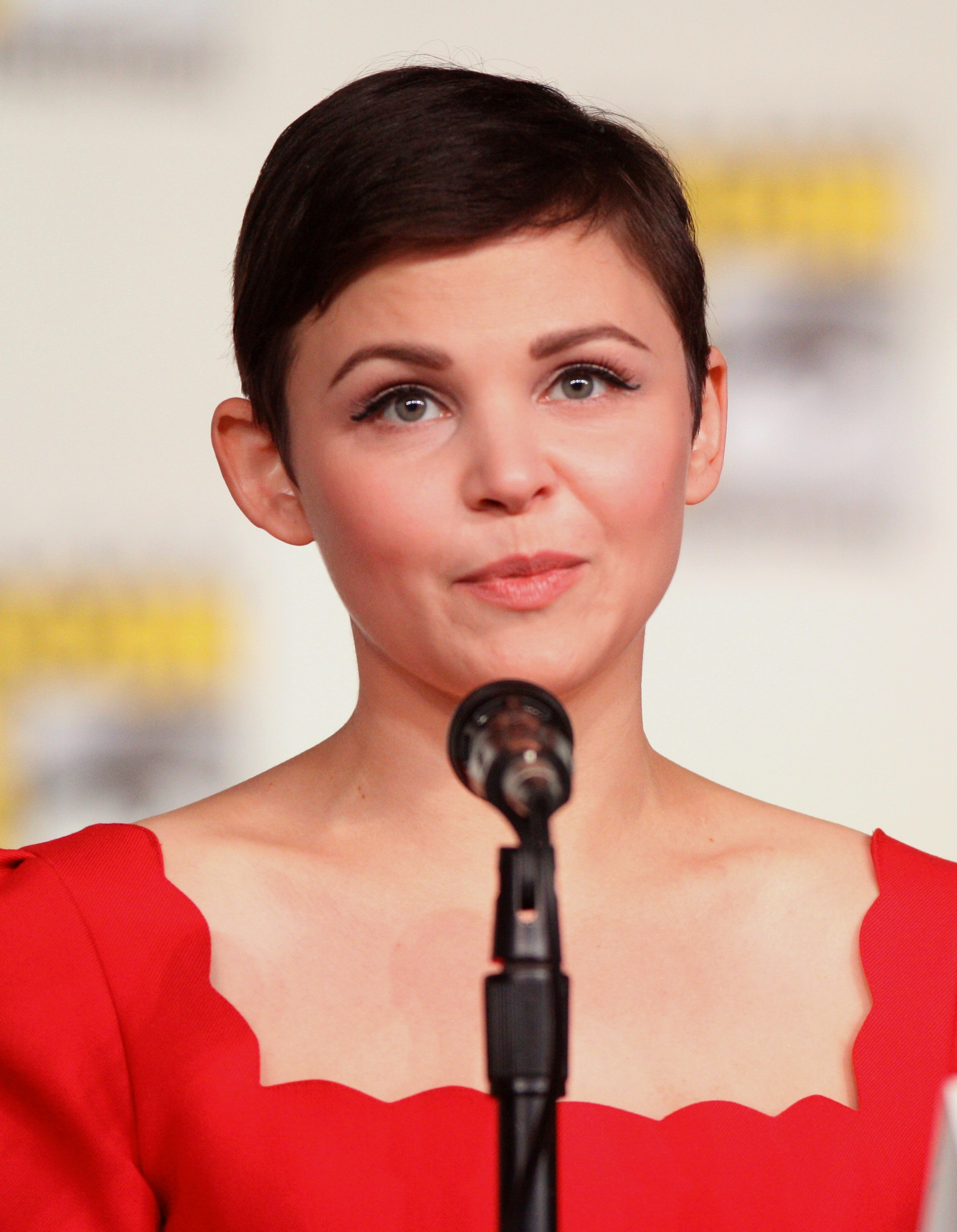
Ginnifer Goodwin interprète Beth Ann.
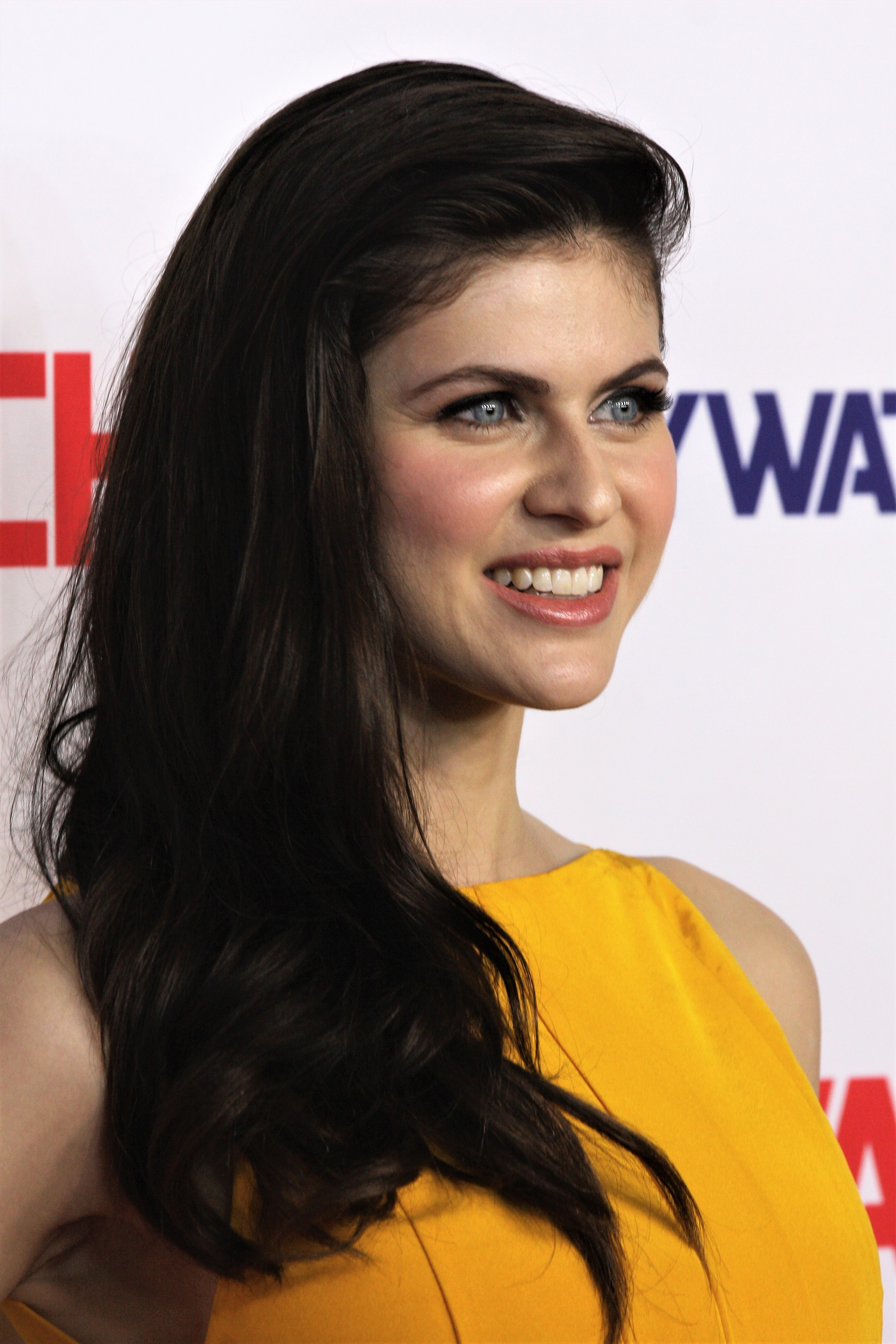
Alexandra Daddario interprète Jade.
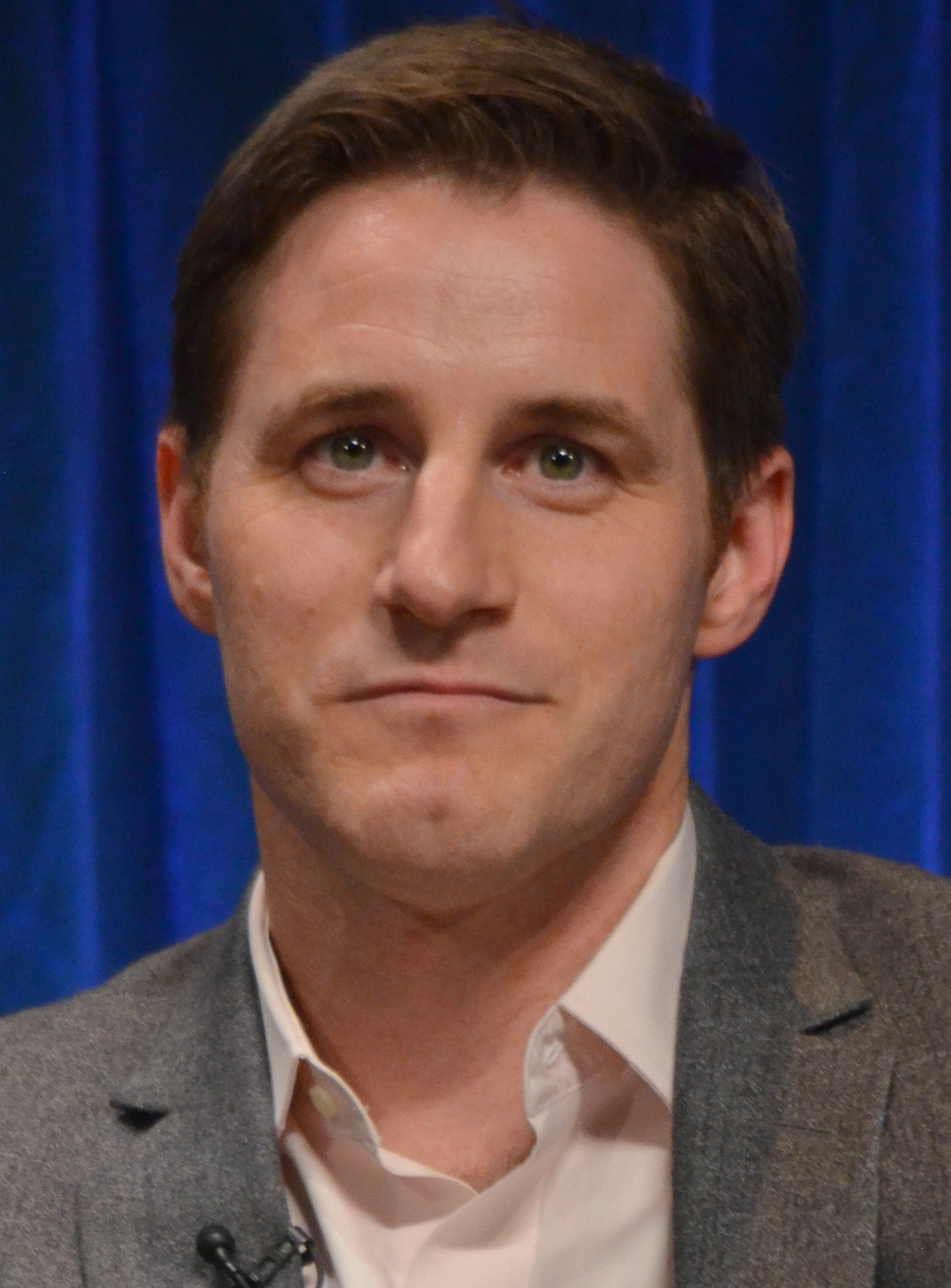
Sam Jaeger interprète Rob.
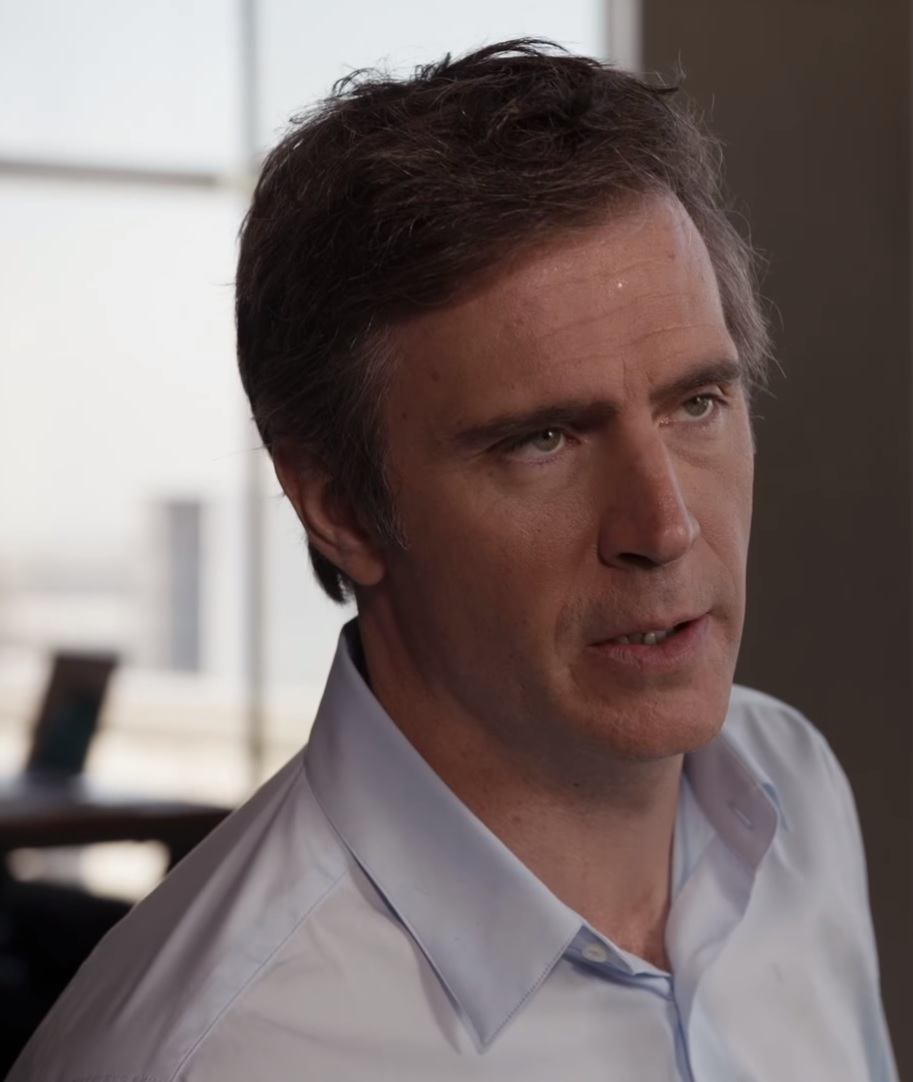
Jack Davenport interprète Karl.
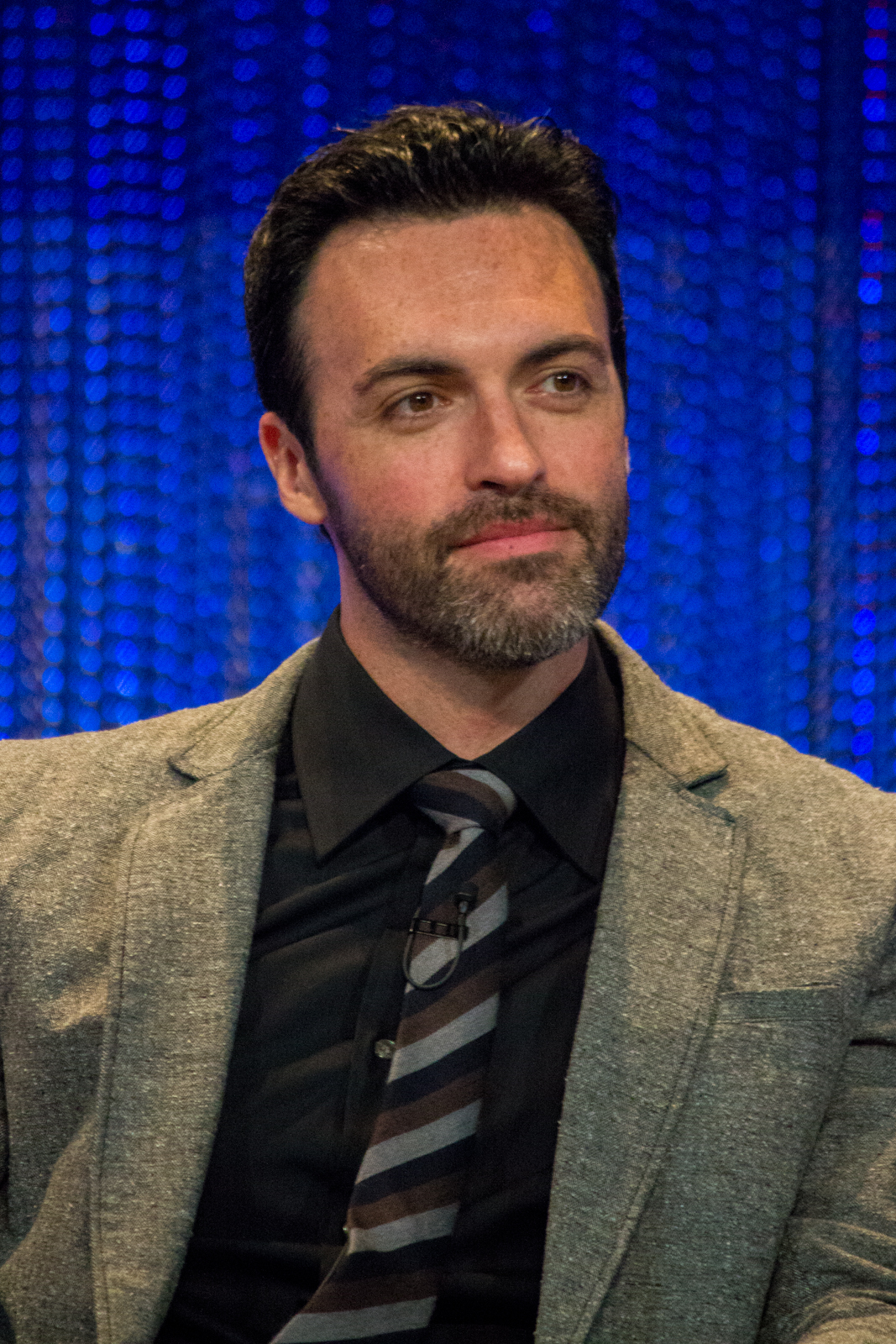
Reid Scott interprète Eli.

#### Acteurs récurrents
- Alicia Coppola (VF : Emmanuelle Rivière) : Sheila Mosconi
- Adam Ferrara (VF : Pierre-Jean Cherer) : Leo Mosconi
- Lindsey Kraft (en) (VF : Aurore Saint-Martin) : Claire
- Scott Porter (VF : Alexandre Gillet) : Ralph Vlasin
- Analeigh Tipton (VF : Edwige Lemoine) : Mary Vlasin
- Katie Finneran (VF : Rafaèle Moutier) : Naomi Harte
- Leo Howard (VF : Tommy Lefort) : Tommy Harte
- Li Jun Li (VF : Camille Timmerman) : Amy Lin
- Kevin Daniels (VF : Rody Benghezala) : Lamar
- Kevin McNamara (VF : Renaud Roussel) : Duke Riley

 Source et légende : version française (VF) sur RS Doublage et DSD Doublage.

### Deuxième saison

#### Acteurs principaux
- Allison Tolman (VF : Juliette Poissonnier) : Alma Fillcot 
  - Rachel Redleaf (VF : Melissa Berard) : Alma (jeune)
- Lana Parrilla (VF : Nathalie Homs) : Rita Castillo
- B. K. Cannon (en) (VF : Emmylou Homs) : Deirdre « Dee » Fillcot
- Jordane Christie (VF : Jean-Baptiste Anoumon) : Vern Loomis
- Matthew Daddario (VF : Clément Moreau) : Scooter Polarsky
- Veronica Falcón (VF : Anne-Bérengère Pelluau) : Catherine Castillo
- Nick Frost (VF : Jerome Wiggins) : Dr Bertram Fillcot

Sans être crédité dans la distribution principale ou récurrente, Jack Davenport prête sa voix au narrateur et est présent dans l'intégralité des épisodes de la saison. En version française, il est doublé par Jean-Pierre Michaël, comme dans la première saison.

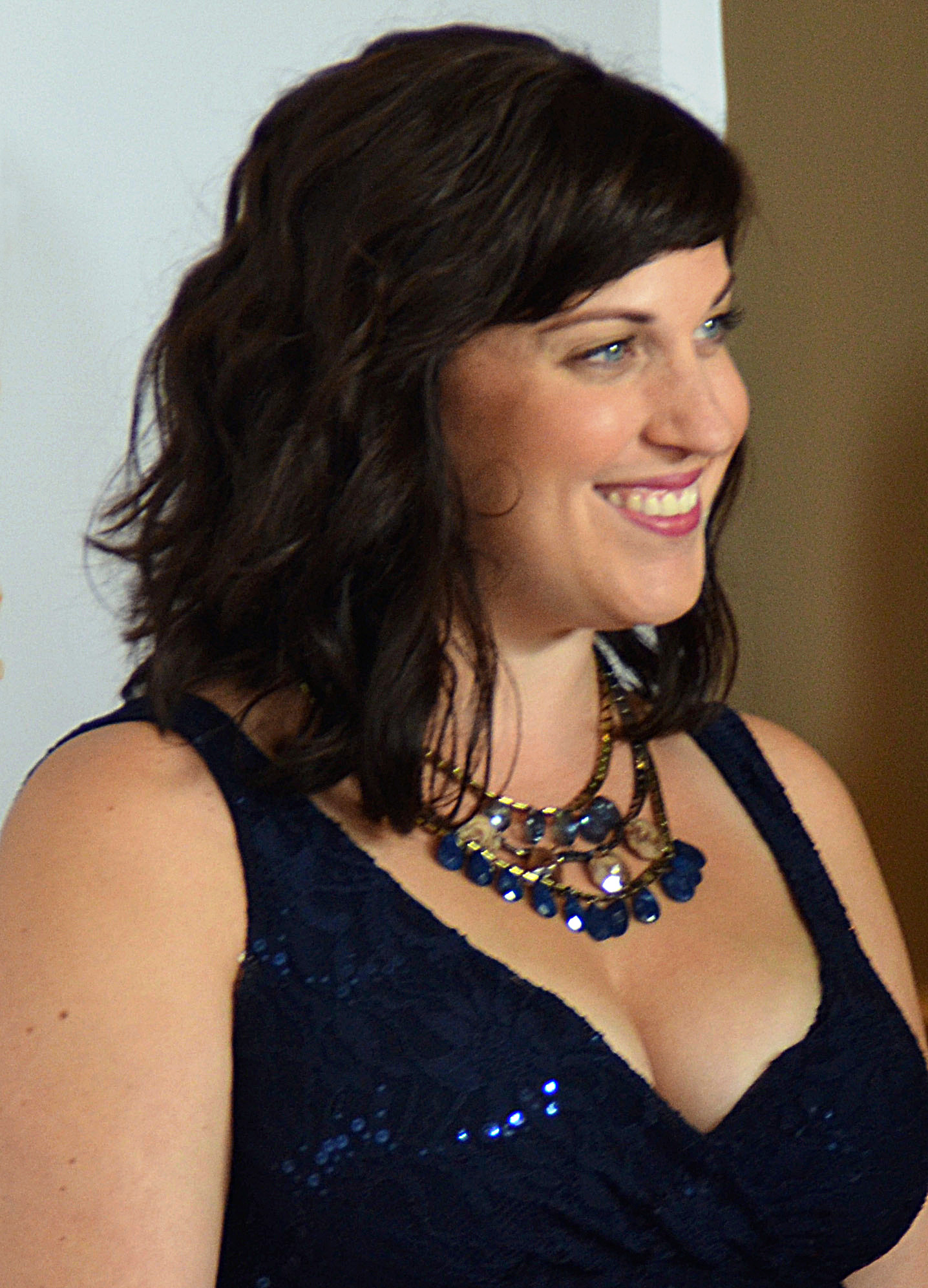
Allison Tolman interprète Alma.
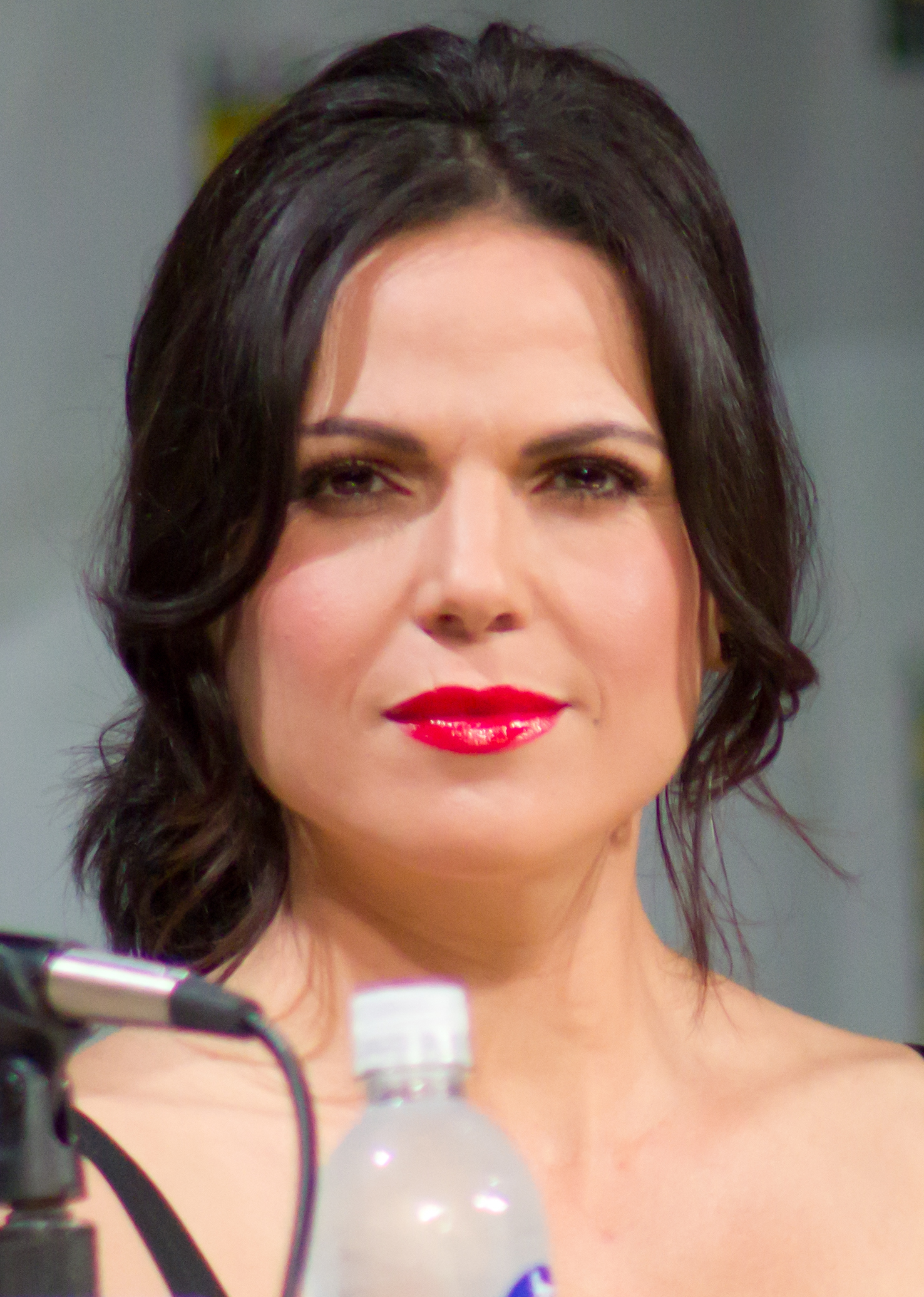
Lana Parrilla interprète Rita.
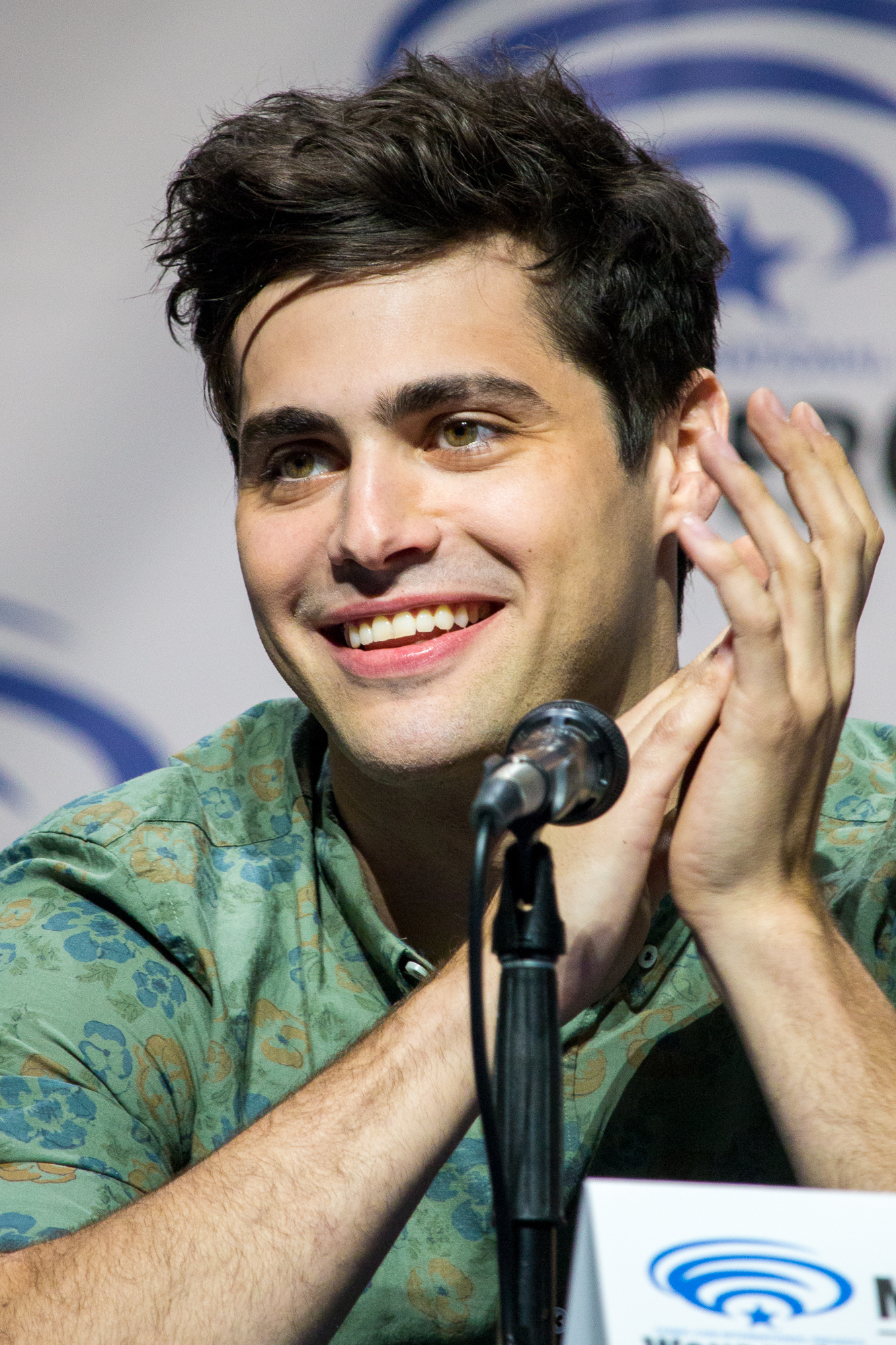
Matthew Daddario interprète Scooter.
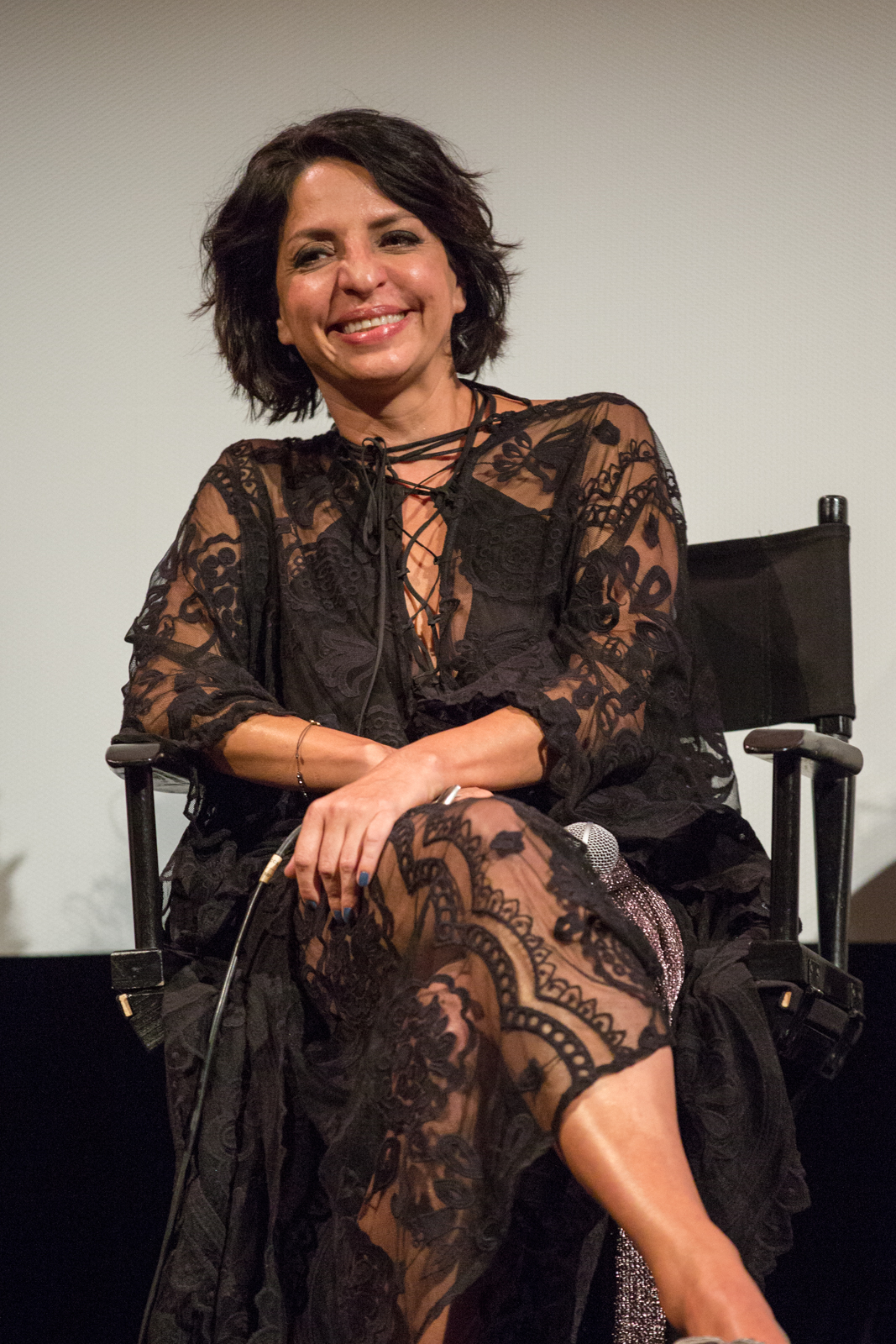
Veronica Falcón interprète Catherine.
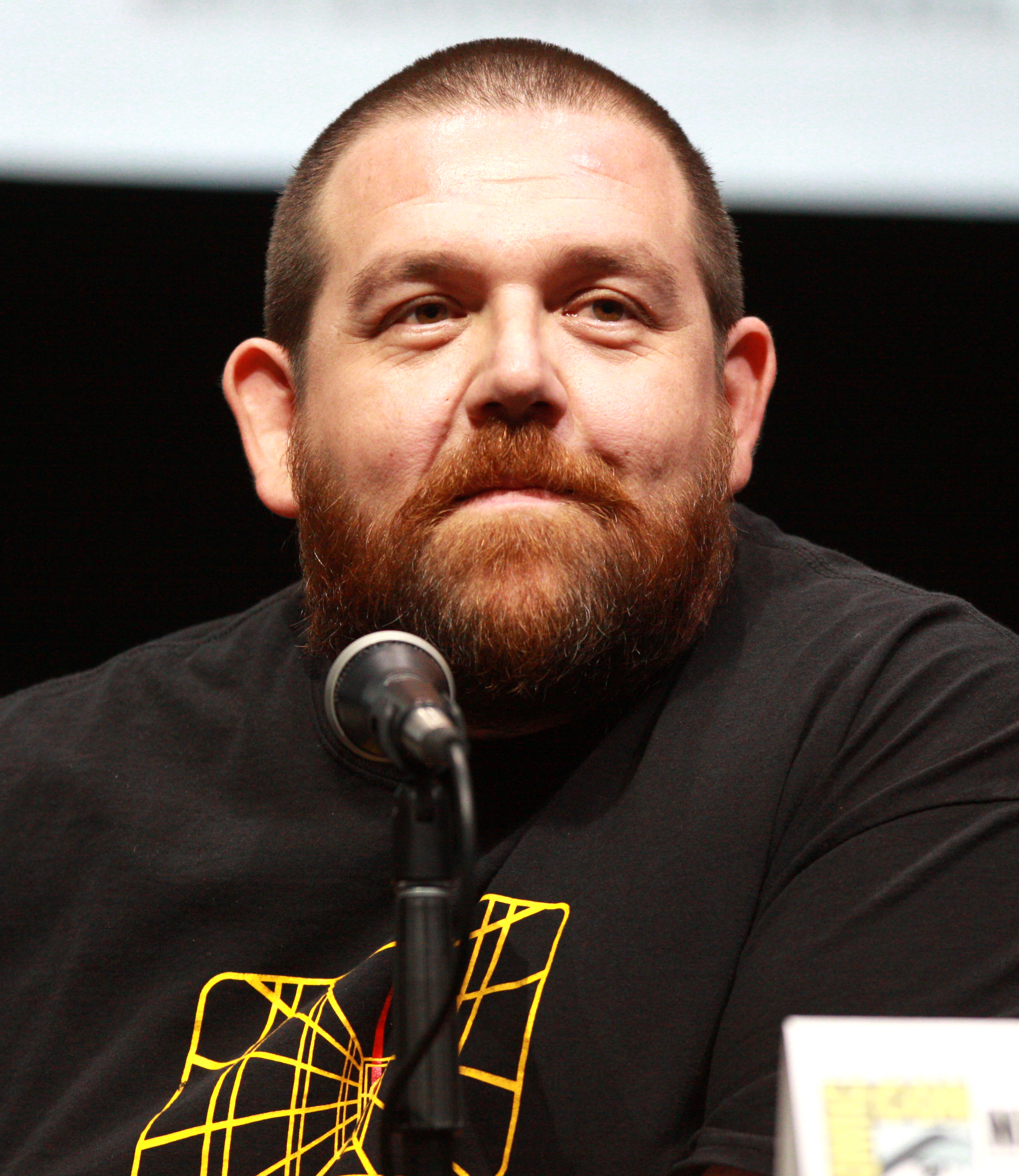
Nick Frost interprète Bertram.
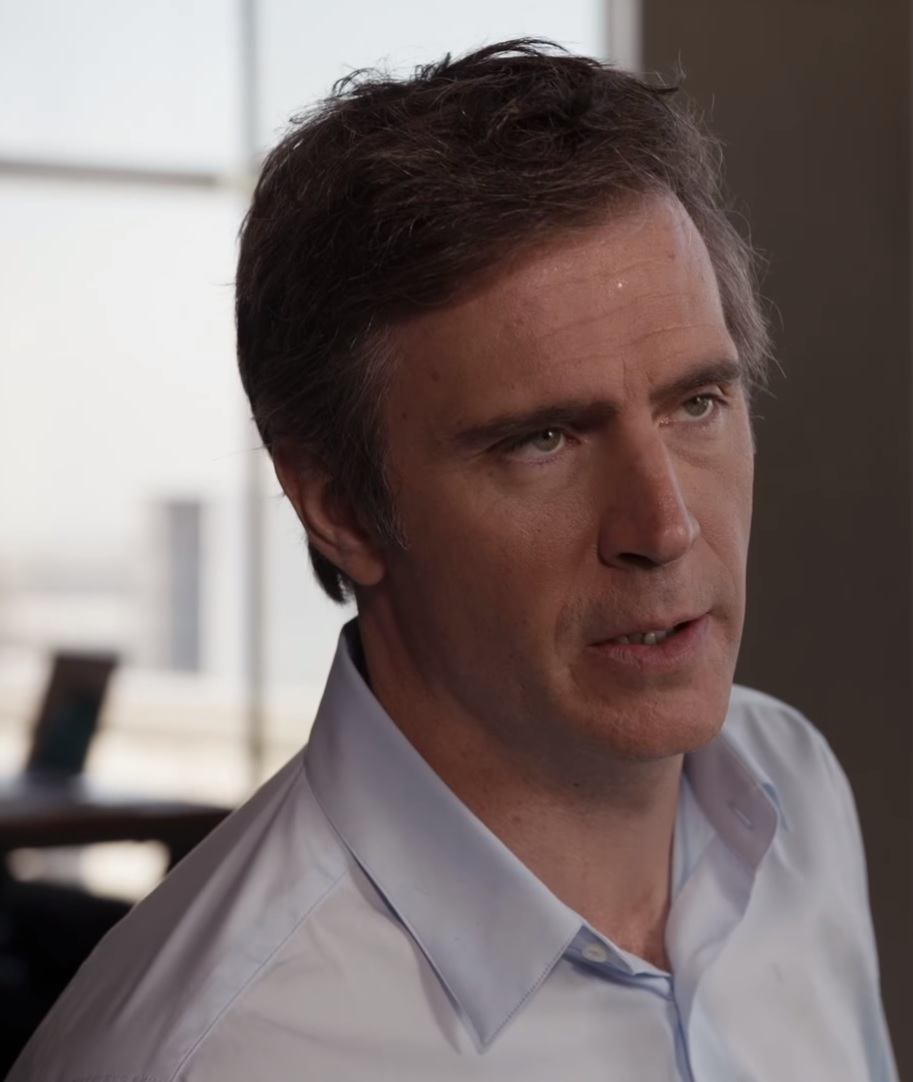
Jack Davenport interprète le narrateur.

#### Acteurs récurrents
- Rachel Bay Jones (en) : Maisie Moran
- Eileen Galindo : Isabel
- Daniel Zacapa : Carlo Castillo
- Virginia Williams (VF : Rafaèle Moutier) : Grace Banks
- Jessica Phillips (VF : Christèle Billault) : Joan
- Kerry O'Malley : Mavis
- Cynthia Quiles : Brenda

- Société de doublage : Libra Films / Videaudi
- Adaptation des dialogues : Joëlle Martrenchard, Aziza Hellal, Brigitte Hansen - Direction artistique : Catherine Le Lann
- Sous-titrage : Lilia Adnan

## Production

### Développement
En septembre 2018, le service CBS All Access annonce avoir commandé une première saison pour une nouvelle production de Marc Cherry, créateur de Desperate Housewives et Devious Maids. Les sociétés Imagine Television Studios et CBS Television Studios se joignent alors au projet pour le produire.
Le 16 octobre 2019, la série est renouvelée pour une deuxième saison juste avant la diffusion de l'épisode final de la première. Il est alors annoncé que la série adoptera un format anthologique avec une distribution renouvelée.
Le 15 décembre 2021, Paramount+ a renouvelé la série pour une troisième saison. Néanmoins, en juillet 2022, le service annule sa commande et la série, malgré le fait que le casting était en cours et le tournage sur le point de commencer.

### Distributions des rôles
En février 2019, Lucy Liu et Ginnifer Goodwin rejoignent la distribution principale de la série. Elles sont suivies par l'acteur Reid Scott en fin de mois.
En mars 2019, Sam Jaeger, Alexandra Daddario, Kirby Howell-Baptiste et Sadie Calvano viennent compléter la distribution principale. En avril 2019, Katie Finneran et Adam Ferrara signent pour deux rôles potentiellement récurrents puis en août 2019, Li Jun Li rejoint à son tour la distribution récurrente.
Pour la deuxième saison, Allison Tolman et Nick Frost sont annoncés comme membre de la distribution dans les rôles d'Alma et de Bertram, un couple au bord de l'explosion. Quelque temps après B.K. Cannon rejoint le casting dans le rôle de Dee, la fille d'Alma. L'actrice Lana Parrilla est également annoncée dans le rôle de Rita Castillo, ainsi que Matthew Daddario dans le rôle Scooter, l'amant de Rita ; Veronica Falcón pour jouer Catherine Castillo ; et également Jordane Christie dans le rôle d'un détective nommé Vern.

### Tournage
En décembre 2018, il est annoncé que la production de la série se déroulerait à Los Angeles, en Californie, en raison d'une aide de plus de huit millions de dollars versé par l'état à l'équipe de la série.

## Épisodes
| Saisons | Saisons | Nombre d'épisodes | Diffusion originale | Diffusion originale |
| Saisons | Saisons | Nombre d'épisodes | Début de saison     | Fin de saison       |
| ------- | ------- | ----------------- | ------------------- | ------------------- |
|         | 1       | 10                | 15 août 2019        | 17 octobre 2019     |
|         | 2       | 10                | 3 juin 2021         | 29 juillet 2021     |

### Première saison (2019)
Composée de dix épisodes, elle a été diffusée entre le 15 août et le 17 octobre 2019.
Note : Lors de sa diffusion au Québec, les titres de certains épisodes étaient différents de ceux utilisés dans les autres pays francophones. Ils sont indiqués en premier.
1. Le couple était presque parfait (Murder Means Never Having To Say You're Sorry)
2. Jamais deux sans trois (I'd Like To Kill Ya, But I Just Washed My Hair)
3. Tango (I Killed Everyone He Did, But Backwards And In High Heels)
4. Tu m'as poussée au meurtre / Les mauvais choix (You Had Me at Homicide)
5. Pas de larmes pour un meurtre / Que sera sera (There's No Crying In Murder)
6. Fatal à tous les coups / Tout ce qu'on veut cacher (Practially Lethal In Every Way)
7. J'ai découvert le secret qui conduit au meurtre / Les petits mouchoirs (I Found Out What the Secret To Murder Is: Friends. Best Friends)
8. Le meurtre ne brise pas les mariages / Maladies d'amour (Marriages Don't Break Up On Account Of Murder -- It's Just A Symptom That Something Else is Wrong)
9. Je me demande ce qui rend les femmes comme toi aussi mortelles / L'horrible vérité (I was Just Wondering What Makes Dames Like You So Deadly)
10. Tue-moi comme si c'était la dernière fois / Jusqu'à ce que la mort nous sépare (Kill Me As If It Were The Last Time)

### Deuxième saison (2021)
Composée de dix épisodes, elle est diffusée du 3 juin 2021 au 29 juillet 2021.
1. Vilains petits secrets (Secret Beyond The Door)
2. La Boîte de Pandore (The Woman In The Window)
3. Le Chien aboie, la dame trépasse (Lady In The Lake)
4. Le Temps d'un après-midi (Scene Of The Crime)
5. On ne nait pas tueur, on le devient (They Made Me A Killer)
6. Une nuit d'orage (Dangerous Intruder)
7. Le Piège se referme (The Woman In Question)
8. D'une humeur assassine (Murder, My Sweat)
9. Le Cœur d'une femme (The Unguarded Moment)
10. Confession d'une Lady (The Lady Confesses)

## Accueil

### Critiques
La première saison de la série a reçu des critiques positives d'après le site agrégateur Rotten Tomatoes sur lequel elle recueille 64 % de critiques positives, avec une note moyenne de 7,75/10 sur la base de 22 critiques collectées.
Le consensus critique établi par le site résume que bien que la saison ne soit pas forcément à la hauteur de ses prémices ambitieux, elle bénéficie d'une distribution impressionnante ainsi que d'un humour noir avec une touche de soap qui plaira aux fans de Marc Cherry.

### Audiences en France
Aux États-Unis, la série n'est pas diffusée à la télévision mais sur le service CBS All Access / Paramount+. Il est donc impossible de connaître l'audience de la série dans son pays d'origine.
| Saisons | Diffusion    | Nombre d'épisodes | Lancement      | Lancement       | Lancement      | Final          | Final           | Final          | Téléspectateurs (en moyenne) |
| Saisons | Diffusion    | Nombre d'épisodes | Date           | Téléspectateurs | Part de marché | Date           | Téléspectateurs | Part de marché | Téléspectateurs (en moyenne) |
| ------- | ------------ | ----------------- | -------------- | --------------- | -------------- | -------------- | --------------- | -------------- | ---------------------------- |
| 1       | Jeudi 21 h 5 | 10                | 26 mars 2020   | 4 523 000       | 16,3 %         | 21 mai 2020    | 3 489 000       | 14,6 %         | 3 819 500 (14,2 %)           |
| 2       | Jeudi 21 h 5 | 10                | 6 janvier 2022 | 2 264 000       | 10,5 %         | 3 février 2022 | 1 410 000       | 8,0 %          | 1 739 400 (8,6 %)            |

## Podcast dérivé
Entre le 20 septembre et le 25 octobre 2019, CBS All Access a diffusé sur divers plateformes, un podcast dérivé de la série intitulé Why Women Kill: Truth, Lies and Labels.
Présenté par Tori Telfer, chaque épisode raconte l'histoire vraie d'une femme devenue meurtrière. La première saison aborde notamment les histoires de Belle Gunness, Lizzie Borden ou encore Élisabeth Báthory.